# Президентские выборы в Гамбии (2021)
Президентские выборы в Гамбии прошли 4 декабря 2021 года. В выборах участвовало 6 кандидатов, включая президента Адама Бэрроу, который баллотировался на второй срок.

## Избирательная система
Президент Гамбии избирается в одном туре относительным большинством. Пришедшему на участок избирателю, выдаётся прозрачный стеклянный шарик, который тот бросает в одну из урн, к каждой из которых прикреплена фотография кандидата. По завершении голосования Независимая избирательная комиссия пересчитывает поданные шарики и объявляет победителя.

## Предвыбораная обстановка
На президентских выборах 2016 года Адама Бэрроу победил действовавшего президента Яйю Джамме, находившегося у власти более 20 лет. Джамме поначалу признал своё поражение, но впоследствии отказался уходить в отставку, что привело к конституционному кризису, в результате которого Барроу в конечном итоге вступил в должность, а Джамме бежал в Экваториальную Гвинею, где остался в изгнании. Бэрроу был членом Объединённой демократической партии и в 2016 году баллотировался в качестве кандидата в президенты от альянса оппозиционных групп Коалиция 2016, стремящегося сместить Джамме. После конфликтов с Объединённой демократической партией, когда Барроу находился у власти, он вышел из неё и в 2019 году основал Национальную народную партию.

## Кандидаты
Независимая избирательная комиссия зарегистрировала шесть партий и их кандидатов на пост президента страны. Основными кандидатами считались президент Адама Бэрроу от Национальной народной партии и лидер оппозиционной Объединённой демократической партии бывший вице-президент страны Дарбо Усейну.

## Предвыборная кампания
Национальная народная партия Барроу объявила о создании коалиции с партией бывшего президента Джамме Альянсом за патриотическую переориентацию и созидание. Впоследствии Джамме отказался от союза, заявив, что это было сделано без его ведома. Это привело к расколу Альянса между теми, кто поддерживает коалицию и присоединяется к Барроу, и движением «Нет альянсу», лояльным Джамме, который по-прежнему решительно критикует Барроу.

## Результаты
По предварительным данным, президент Адама Бэрроу был переизбран на второй срок.
К выборам было зарегистрировано 962 157 избирателей, в том числе 416 839 мужчин и 545 318 женщин. В ходе голосования работало 1554 избирательных участка, которые были открыты 4 декабря с 8:00 до 17:00, причём избирателям, стоявшим в очереди к 17:00, было разрешено проголосовать и позже. 5 декабря президент Бэрроу был объявлен победителем.
| Кандидат                                                                   | Кандидат                            | Партия                                                            | Голоса  | %     |
| -------------------------------------------------------------------------- | ----------------------------------- | ----------------------------------------------------------------- | ------- | ----- |
|                                                                            | Адама Бэрроу                        | Национальная народная партия                                      | 457 519 | 53,23 |
|                                                                            | Дарбо Усейну                        | Объединённая демократическая партия                               | 238 253 | 27,72 |
|                                                                            | Мама Канде                          | Гамбийский демократический конгресс                               | 105 902 | 12,32 |
|                                                                            | Халифа Саллах                       | Народная демократическая организация за независимость и социализм | 32 425  | 3,77  |
|                                                                            | Эсса М. Фаал                        | Независимый                                                       | 17 206  | 2,00  |
|                                                                            | Абдул Эбрима Джамме                 | Партия национального союза                                        | 8252    | 0,96  |
| Всего                                                                      | Всего                               | Всего                                                             | 859 557 | 100   |
| Зарегистрированных избирателей/Явка                                        | Зарегистрированных избирателей/Явка | Зарегистрированных избирателей/Явка                               | 962 157 | -     |
| Источник: Fatu Network Архивная копия от 6 декабря 2021 на Wayback Machine |                                     |                                                                   |         |       |